# آراو
مدينة آراو (بالإنجليزية: Arao)‏ هي أحد المدن التابعة لمحافظة كوماموتو. تأسست رسميًا في 1 أبريل 1942. ويقدر عدد سكانها بـ 55505 نسمة حسب تقدير مكتب الإحصاء الياباني لعام 2012. تبلغ مساحة آراو 57.15 كم2. بكثافة سكانية تبلغ 971 نسمة/كم2.